# Ctenocella nuctenea
Ctenocella nuctenea är en korallart som beskrevs av Manfred Grasshoff 1999. Ctenocella nuctenea ingår i släktet Ctenocella och familjen Ellisellidae. Inga underarter finns listade i Catalogue of Life.